# Шевченко Людмила Прокопівна
Людмила Прокопівна Шевченко  (* 1895 — † 1969) — етнограф і фольклорист родом з с. Кирилівки на Черкащині.
По закінченні Київcького інституту археології (1925) працювала співробітницею ВУАН, була членом Комісії культурної історії та секретарем Комісії районового дослідження Південної України. У 1934—1947 роках була на науковій роботі в Київських музеях, згодом співробітницею Інституту мистецтвознавства, фолкльору та етнографії ім. М. Рильського. Досліджувала українські народні промисли. 
Наукові статті у виданнях ВУАН
- «Звичаї, зв'язані з закладинами будівлі» (1926)
- «Спомини про акад. В. М. Гнатюка» (1927)
- «Автобіографія кобзаря Павла Кулика» (1929)
- «Анна Павлик»
- «Родинний та громадський стан жінки на Україні»
- «Мистецтво українських горців»